# Deveron
Deveron (skotskou gaelštinou Uisge Dubh Èireann) je řeka ve Skotsku. Je dlouhá 97 km a její povodí má rozlohu 1266 km². Protéká správními oblastmi Moray a Aberdeenshire.
Pramení nedaleko vesnice Cabrach na vrchovině Ladder Hills v nadmořské výšce 536 m. Teče severovýchodním směrem a ústí do mořského zálivu Moray Firth. V dvojměstí Banff a Macduff přes ni vede most z roku 1779, který projektoval John Smeaton.
V regionu Cairngorms je Deveron horskou bystřinou mezi skalami, pak protéká četnými vřesovišti a na dolním toku řeky se nachází úrodná nížina. V roce 1829 postihla povodí řeky velká povodeň. Významnými přítoky jsou Isla a Bogie. Na řece leží města Huntly a Turriff. Tako oblast je známa díky výrobě whisky, palírna Macduff se také nazývá „Glen Deveron“.
Řeka je vyhledávanou lokalitou pro muškaření, žije v ní losos obecný a pstruh obecný. V říjnu roku 1924 zde Clementina Morisonová ulovila největšího lososa v britské historii, který vážil 61 liber (více než 27 kg).
James Macpherson ji v Ossianových zpěvech uvádí pod jménem „Duvranna“. 